# Мастер спорта Республики Беларусь международного класса
Мастер спорта Республики Беларусь международного класса (белор. Майстар спорту Рэспублікі Беларусь міжнароднага класа) — спортивное звание в Белоруссии, присваивается Министерством спорта и туризма республики Беларусь.

## Кратко о звании
Спортсмену, которому присвоено спортивное звание, выдаются официальное свидетельство и специальный нагрудный знак.
Нормы и требования, соблюдение которых необходимо для присвоения спортивного звания мастера спорта Республики Беларусь международного класса, устанавливаются единой спортивной классификацией Республики Беларусь, утвержденной решением Министерства спорта и туризма страны.
Для присвоения спортивного звания МСМК нормы и требования выполняются при обязательном участии спортсмена в официальных соревнованиях международного уровня, на которых он выступал за сборную команду Республики Беларусь.